# Cryptochloa unispiculata
Cryptochloa unispiculata är en gräsart som beskrevs av Thomas Robert Soderstrom. Cryptochloa unispiculata ingår i släktet Cryptochloa, och familjen gräs. Inga underarter finns listade i Catalogue of Life.